# Fan Kuai
En aquest nom xinès, el cognom és Fan.
Fan Kuai (242 aC – 189 aC) va ser un general militar en els principis de la Dinastia Han i una figura prominent en el període de la Disputa Chu–Han de la història xinesa.

## Biografia

### Inicis
Fan era un amic de Liu Bang i que eren de la mateixa ciutat del Comtat de Pei (actualment Comtat Feng, Jiangsu). En els seus primer anys, va ser un carnisser especialitzat en la preparació de carn de gos. Es va casar amb Lü Xu, la germana menor de l'esposa de Liu Lü Zhi.

### Revoltant-se contra la Dinastia Qin
Liu Bang va alliberar els presos que escortava i va esdevenir un fugitiu amagat al Mont Mangdang, prop del Comtat Pei. Seguint l'Aixecament Atabalat dels Llogarets en el 209 aC, el magistrat del Comtat de Pei també volia revoltar-se, així que va prendre esment del parer de Xiao He i Cao Shen, i va manar a Fan a Mangdang per invitar a tornar a Liu i els seus homes perquè li ajudaren. Això no obstant, el magistrat canvià d'opinió desemparaulant-se i va denegar l'entrada a la ciutat a Liu. Els ciutadans van respondre a la crida de Liu i van matar el magistrat, permetent a Liu i als seus homes tornar a casa. Liu era llavors conegut com el "Duc de Pei" i Fan el servia com un dels seus propers col·laboradors i guardaespatlles. Fan es va distingir en el camp de batalla com un guerrer poderós i un general capaç. Va lluitar en el bàndol de Liu en moltes batalles i va reivindicar els caps dels enemics en ordre creixent en cada batalla, i va ser recompensat amb ascensos a rangs més alts cada vegada.

## En la cultura popular
En la religió folklòrica xinesa, Fan és de vegades considerat com una deïtat patrona dels carnissers. En el videojoc d'acció RPG Prince of Qin, Fan apareix com un personatge no jugable i el jugador pot escatir el parador de Liu Bang d'ell.